# Pseudaidia
Pseudaidia  es un género de plantas con flores perteneciente a la familia de las rubiáceas. Incluye una sola especie: Pseudaidia speciosa (Bedd.) Tirveng. (1986).
Es nativo de India y Sri Lanka.